# Д’Аронко, Раймондо
Раймондо Томмазо Д’Аронко (итал. Raimondo Tommaso D’Aronco; 31 августа 1857, Джемона-дель-Фриули, Фриули-Венеция-Джулия — 3 мая 1932, Сан-Ремо) — итальянский архитектор и художник-декоратор. Наряду с Эрнесто Базиле и Джузеппе Соммаругой считается одним из ведущих представителей стиля либерти (итальянского модерна) конца XIX — начала XX века. Работал в Удине, Турине и Стамбуле (Турция).

## Жизнь и творчество
Томмазо родился в деревне Годо, муниципалитет Джемона (Удине), он был старшим из восьми детей Томмазо и Маддалены Бозио. Семья владела мастерскими по производству искусственного мрамора. С 1867 года Томмазо посещал местную школу искусств и ремёсел (la scuola di arti e mestieri). Несколько лет работал вместе с отцом. Учился резьбе по камню в Граце, в Австрии. Когда отец не позволил ему учиться в политехнической школе, Томмазо решил оставить семью, что он и сделал, возможно, в последние месяцы 1875 года, поступив добровольцем в корпус военных инженеров, расквартированных в Турине. 13 ноября 1877 года он поступил в Венецианскую академию изящных искусств.
Преподавание в академии не ограничивалось какой-либо конкретной архитектурной концепцией, что позволило Д’Аронко, идеи которого не были сформированы предыдущим архитектурным образованием, в последующем свободно экспериментировать с формой и стилем. В Академии в классах рисунка и проектирования в то время доминировали идеи Камилло Бойто. В конце учёбы в 1876 году, когда ему было всего лишь девятнадцать лет, Д’Аронко был удостоен первой премии за архитектурную композицию.
В 1884 году он принимал участие в международном конкурсе на создание памятника королю Виктору-Иммануилу II и выиграл золотую медаль. С успехом принимал участие в различных архитектурных выставках (Венеция, 1887, Турин, 1890, Палермо, 1891).
Д’Аронко был удостоен звания профессора в теоретико-практическом институте Масса-Каррара и должности профессора кафедры рисунка в Техническом институте Палермо (1883). В 1885 году его пригласили преподавать курс рисунка в Техническом институте Ф. Бонелли в Кунео (Пьемонт); с ноября того же года он заведовал кафедрой «орнаментального рисунка и пластики» (disegno d’ornato e plastica) вечерней и воскресной школы искусства и ремёсел (d’arte e mestieri), расположенной в том же учреждении. В сентябре 1886 года Д’Аронко оставил должность в Кунео, выиграв конкурс на кафедру рисунка и архитектуры (cattedra di disegno e architettura) в Университете Мессины, где он преподавал в течение шести лет. В Кунео он встретил Риту (Катерину Марию Терезу) Джавелли, которая стала его женой 11 июля 1888 года.
15 мая 1888 года он получил своё первое официальное признание: был избран почётным академиком (accademico d’onore) Академии изящных искусств в Венеции. В 1887 году стал профессором проектирования и, позднее — профессором в Королевском университете в Палермо.
В начале 1890-х годов Раймондо Д’Аронко был одним из самых молодых и многообещающих архитекторов Италии. Он экспериментировал между неоклассицизмом и неоготическим стилем со своими собственными композиционными идеями, однако всё ещё оставался далёк от стиля, который будет характеризовать его зрелые работы.
Благодаря посредничеству Э. Бальбо Бертоне, графа Самбуи, долгое время бывшего мэром Турина, и итальянского посла в Порте Л. Авогадро ди Коллобиано Арборио, Раймондо Д’Аронко вступил в контакт с двором Стамбула, куда он переехал в 1891 году в качестве архитектора османского правительства и личного архитектора султана султан Абдула Хамида II. До 1907 года он выполнял важнейшую часть своей проектной деятельности, в стране на перекрёстке западной и восточной культур Первой работой, за которую взялся архитектор в 1893 году, было оформление Османской национальной выставки сельскохозяйственных и промышленных товаров. Однако выставочный павильон не был сооружён из-за землетрясения в 1894 году.
Одновременно в качестве государственного архитектора он участвовал в проектировании, а во многих случаях и в строительстве большого количества общественных зданий для столицы Османской империи. Он жил в Арнавут-Кёй на Босфоре и имел профессиональную студию в знаменитом районе Пера. Султан также пожаловал ему достоинство бея. Он также был назначен главным архитектором столицы (с 1896 по 1908 год) и профессором военной архитектуры в местной академии.
Д’Аронко занимался реставрацией мечети Айя-София и Большого Базара (крытого рынка в Стамбуле), реконструкции разрушенных зданий. Д’Аронко был первым архитектором, который строил в Стамбуле в «стиле модерн». В числе его реализованных проектов: фарфоровая фабрика Йылдыза (1892—1894), расширение «Звёздного дворца» (главной резиденции султанов, 1893—1907), Имперская школа медицины и школа прикладного искусства (1900—1903), мавзолей Шейха Зафира (1905—1906), Музей янычар, павильоны для II Национальной выставки, а также несколько загородных домов. В течение шестнадцати лет архитектор возводил самые престижные постройки в Турции.
В 1900 году, поехав в Париж на Всемирную выставку, Д’Аронко познакомился с австрийцем Йозефом Марией Ольбрихом; в марте того же года в Вене, он смог увидеть современную архитектуру венской школы Отто Вагнера и войти в контакт с самыми передовыми кругами австрийской столицы. Находясь в Стамбуле, он также принимал участие в различных конкурсах, проводимых на родине. В 1902 году ему было поручено проектирование главного корпуса и одного из павильонов первой Международной выставки современного декоративного искусства (l’Esposizione internazionale d’arte decorativa moderna) в Турине. Постройка сооружений выставки сделала Раймондо Д’Аронко «заметной фигурой среди мастеров модерна».
С 1900 года он стал самым востребованным архитектором высокопоставленных частных клиентов как османского, так и левантийского общества. Д’Аронко создал ряд новых резиденций по берегам Босфора и Мраморного моря, построил для министра внутренних дел турецкого правительства Мемдух-паши оригинальное здание, предназначенное для использования в качестве библиотеки. В Арнавут-Кёй архитектор устроил собственную резиденцию, в 1903 году он выполнил проект мечети в Галате.
Член Академии Святого Луки, Д’Аронко в 1904 году был избран в Палату депутатов Италии. В 1905 году он был одним из основателей Федерации итальянских архитекторов, перед которой, среди прочего, стояла задача стимулировать создание национальных архитектурных школ.
После свержения султана в результате младотурецкой революции по возвращении в Италию (1909) он снова поселился в Турине. Однако на него обрушились профессиональные неудачи, сложности в отношениях с коллегами и трудности в семье.
Во время Первой мировой войны в возрасте шестидесяти лет он возобновил свою педагогическую деятельность. В 1917 году был назначен профессором архитектуры Неаполитанского института изящных искусств, где оставался на службе до 1929 года. В 1917 году стал профессором архитектуры в университете Неаполя.
Между 1924 и 1929 годами в Удине, он выполнил то, что можно считать его последней оригинальной работой: виллу Тамбурлини, в которой экзотика, сочетаясь с мотивами, близкими к японскому искусству переходит в новый стиль ар-деко (не сохранилась).
Раймондо Д’Аронко оставил преподавательскую деятельность в 1929 году. Последние два года своей жизни он провёл в Сан-Ремо, где умер от эмфиземы лёгких 3 мая 1932 года.

## Галерея

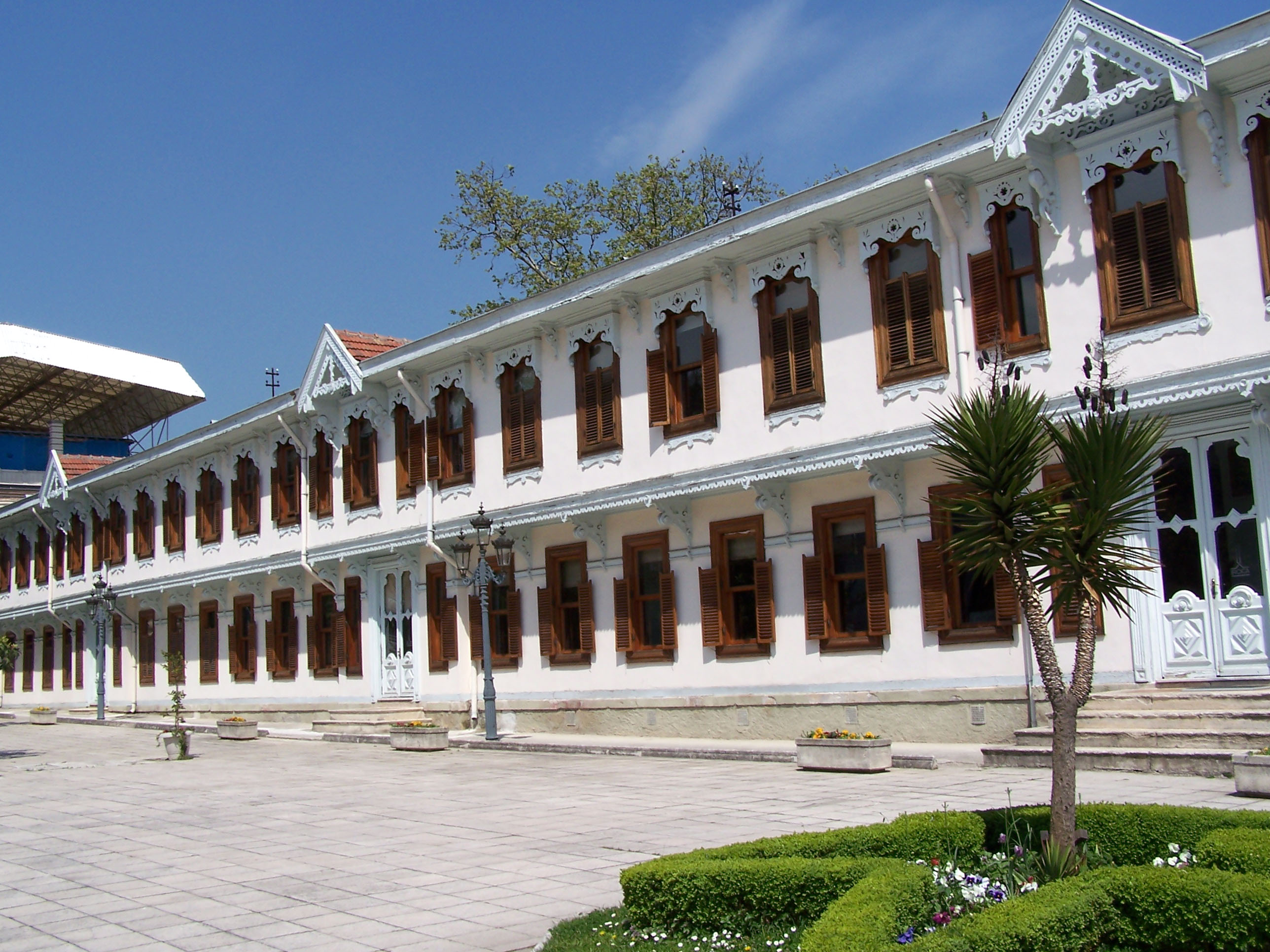
Йылдыз-сарай (Звёздный дворец) в Стамбуле. 1893—1907
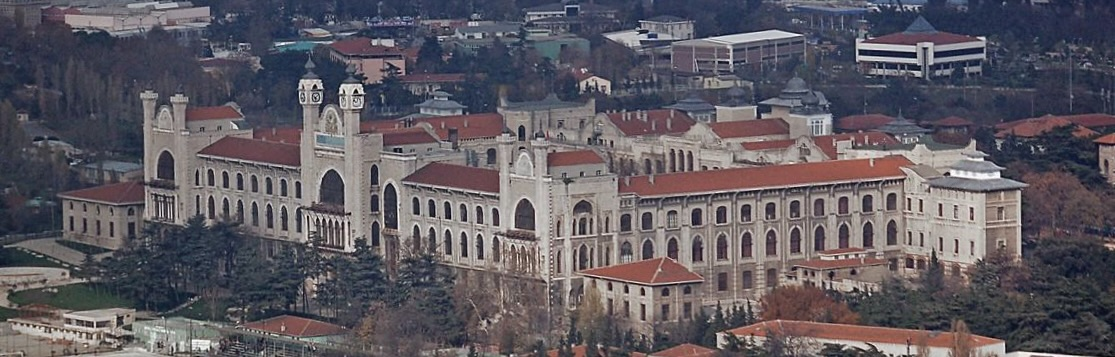
Имперская школа медицины (ныне Университет Гейдарпаши в Стамбуле). 1900—1903
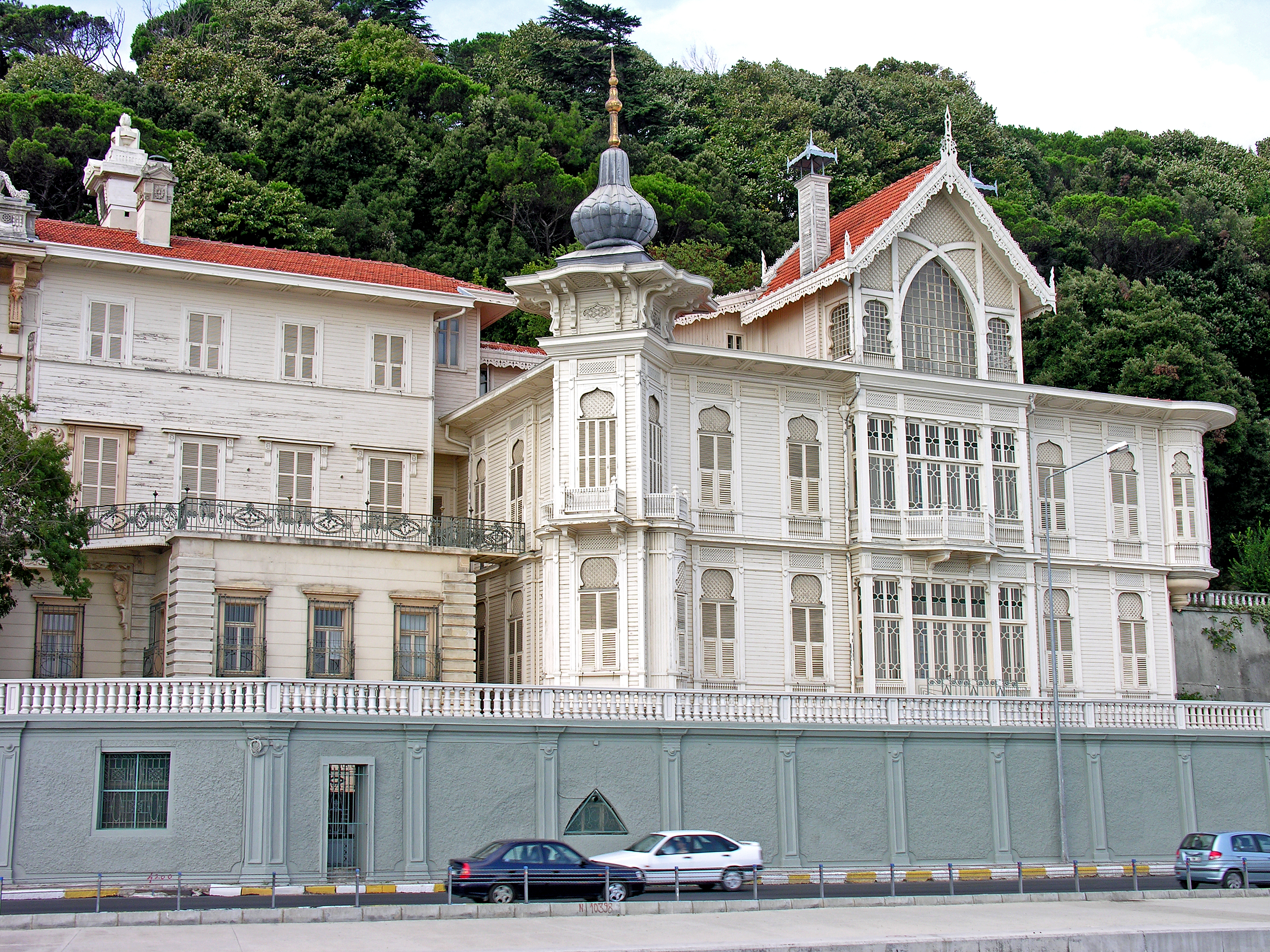
Хубер-киоск. Стамбул
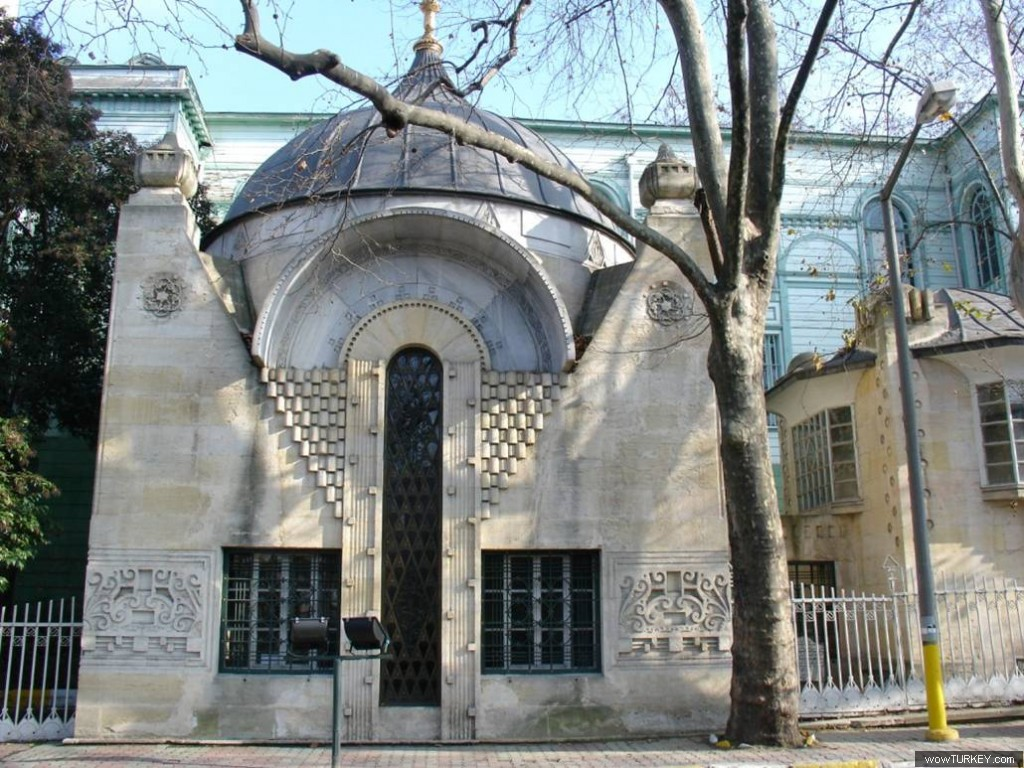
Мавзолей Шейха Зафира. 1905—1906
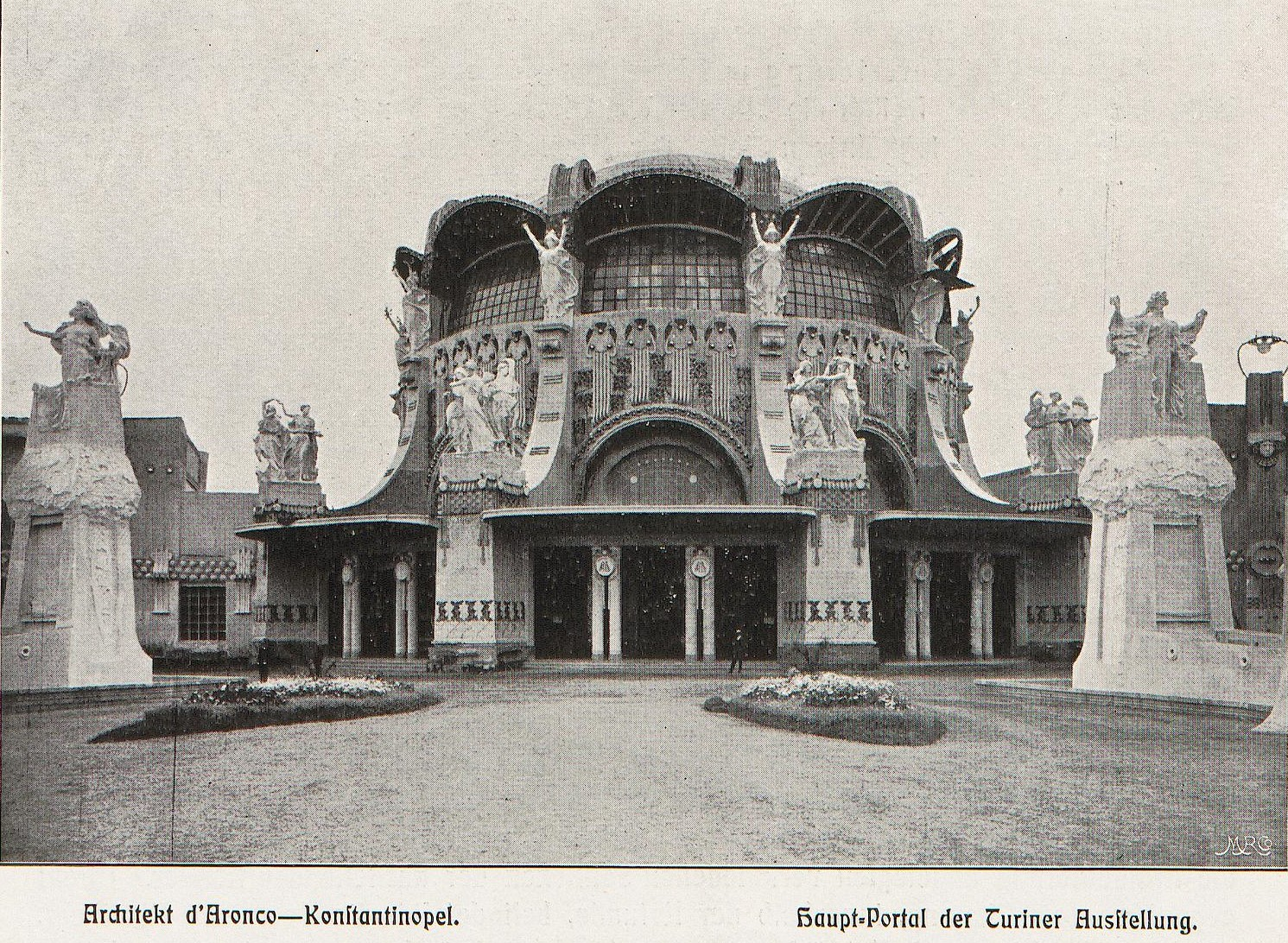
Главный павильон Международной выставки в Турине. 1902
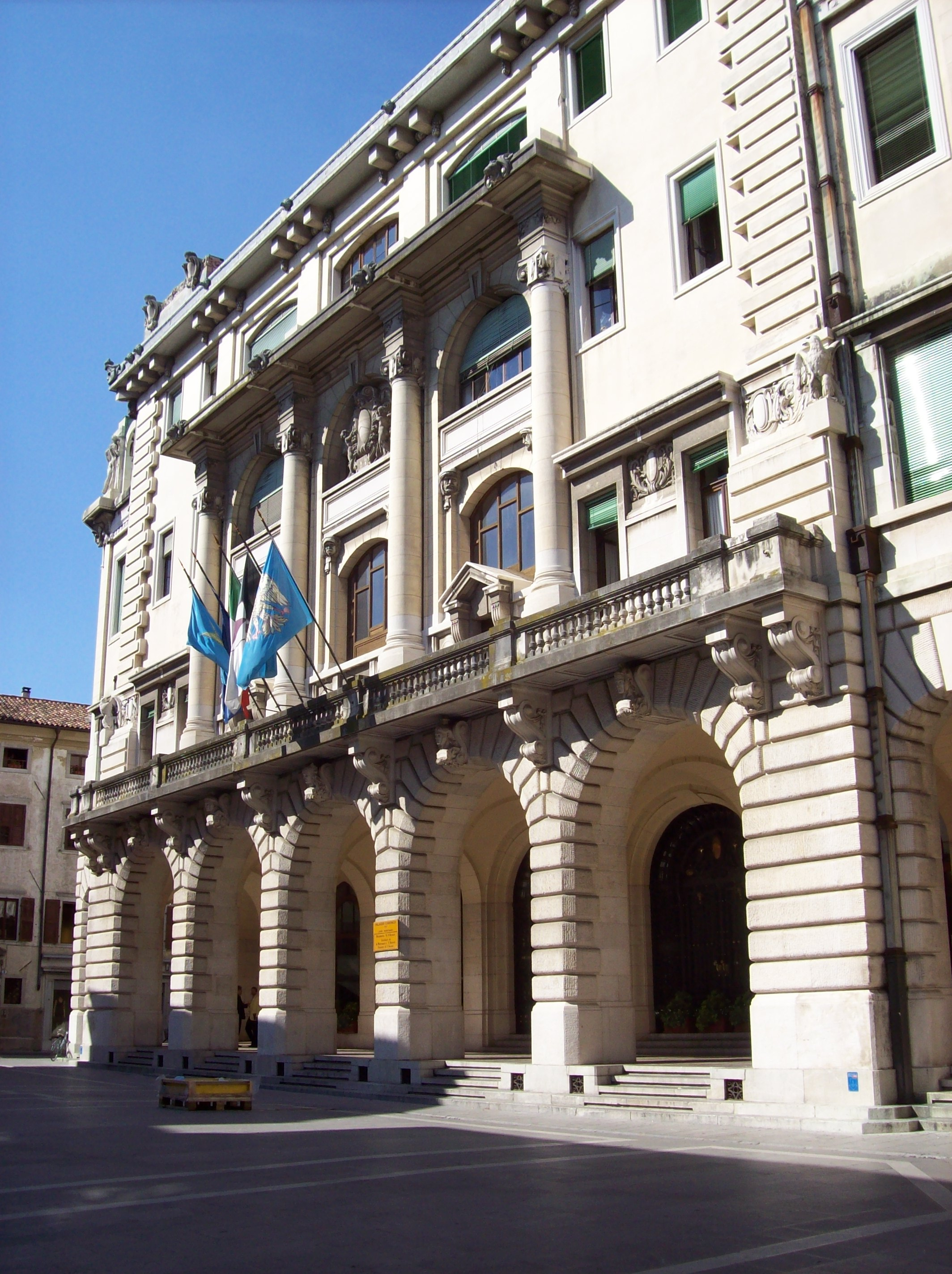
Палаццо Д’Аронко в Удине. 1911—1932